# Bitwa pod Coatit
Bitwa pod Coatit – starcie zbrojne, które miało miejsce w dniach 13–14 stycznia 1895 pomiędzy korpusem włoskim gen. Oreste Baratieriego a siłami abisyńskimi (armia Tigraju) rasa Mengeshy Yohannesa. Była to pierwsza bitwa w czasie I wojny abisyńskiej.

## Tło
Początkowo Włosi wkroczyli do Abisynii i skierowali się na Aduę, którą opanowali 28 grudnia 1894. Mengesha Yohannes nie zdecydował się na konfrontację, mając możliwość manewru, ominięcia sił Barateriego i uderzenia na Erytreę (wówczas posiadłości włoskiej), a nawet bezpośredniego marszu na Massauę. Dlatego po trzydniowym postoju w Adui, Włosi wyruszyli za Mengeshą, w tym samym dniu, gdy on rozpoczął ruch w kierunku Erytrei. 

## Bitwa
Baratieri podjął ostrożny pościg za armią Mengeshy, biorąc pod uwagę, że nieprzyjaciel znacznie przewyższa go liczebnie. Mengesha miał ok. 12 tys. żołnierzy uzbrojonych w broń palną, z czego 1/3 to były przestarzałe muszkiety, i ok. 7 tys. żołnierzy z mieczami i włóczniami. Siły włoskie składały się z trzech batalionów askarysów po 1100 żołnierzy każdy, 28 akaryjskich lansjerów, 400 żołnierzy sił nieregularnych; dowodziło nimi 66 włoskich oficerów i 105 włoskich żołnierzy niższej rangi. Łącznie Baratieri miał 3883 ludzi i cztery górskie działa.
12 stycznia 1895 Włosi dogonili wojska abisyńskie rozłożone obozem i niezauważeni zajęli pozycje na wzgórzach dookoła. Wysuniętą pozycję zajął 4. batalion (dowódca: P. Toselli) i oddziały nieregularne; na lewo od niego rozmieścił się 3. batalion (G. Galliano) i bateria dział; ostatni, 2. batalion (S. Hidalgo) pełnił rolę odwodu. O świcie 13 stycznia, gdy działa znalazły się na pozycjach, otwarły ogień, powodując panikę w armii tigrańskiej, która jednak została szybko opanowana i Etiopczycy podjęli frontalny atak na włoskie pozycje. Gdy bataliony Toselliego i Gallianiego wytrzymały napór, oddziały tigrańskie niezauważenie obeszły ich pozycję i zaatakowały tyły włoskich oddziałów, niemal zajmując Coatit. Baratieri z trudem opanował sytuację, ściągając do obrony batalion Gallianiego i cofając pozostałe oddziały. Manewr odwrócenia frontu się powiódł i sytuacja została ustabilizowana, aż walki zamarły pod wieczór. Następnego dnia Tigrańczycy podjęli próby ataku, które zostały odparte. Wobec dużych strat i braków amunicji, Mengesha o 10 w nocy zwinął pozycje i wycofał się do Senafe. Włosi podjęli pościg, co doprowadziło do kolejnej bitwy.

## Skutki
Ras Mengesha stracił ok. 1500 ludzi i miał dwa razy tyle rannych. Straty Włochów były dużo niższe: trzech oficerów i 92 żołnierzy zabitych, dwóch oficerów i 227 żołnierzy rannych. Wygrana bardzo (a nawet nadmiernie) podniosła ich morale.